# Kam se dosud nikdo nevydal
Kam se dosud nikdo nevydal (v anglickém originále Where No One Has Gone Before) je v pořadí šestá epizoda první sezóny seriálu Star Trek: Nová generace.

## Příběh
Loď USS Enterprise D se setká s USS Fearless a vezme na palubu experta na warp pohon jménem Kosinski. Vědec má za úkol provést sérii testů lodních motorů a zvýšit účinnost warpového pohonu. Kosinského doprovází jeho mimozemský asistent, zvaný Cestovatel. Oba vysvětlují nezbytnost testů posádce strojovny. Lodní pracovníci mají pochyby, neboť Enterprise je na cestě teprve krátkou dobu a všechny systémy jsou nové. Kosinski se chová k ostatním dost namyšleně. Wesley Crusher také sleduje testy, Cestovatel jej zaujme.
Když test začne, Enterprise náhle prudce zvýší rychlost. Letí vysoce nad možnosti warpového pohonu. Když kapitán Jean-Luc Picard přikáže zastavit, překvapená posádka se nachází více než dva milióny světelných let od Mléčné dráhy. Dat vypočítá, že cesta zpátky jim bude trvat tři sta let. Kosinski je s výsledky testů spokojen, ale Picard vůbec ne. Kosinski proto navrhne celý proces zopakovat, loď to má zase vrátit zpět. Wesley upozorní Rikera na to, co viděl: Cestovatel během testu mizel a zase se objevoval. Když je zahájen další test, Cestovatel opět mizí a zhmotňuje se, a zdá se, že ho proces vyčerpává. Loď opět nabere rychlost, tentokrát se ocitnou v dosud neznámé galaxii. Picard žádá Kosinského, aby loď dopravil domů.
V neznámé Galaxii zažívá celá posádka zvláštní vize, na lodi se zhmotňují jejich představy. Na palubě tak začne hořet, kapitán Picard zase potká svou dávno zesnulou matku. Nastává poplach. Posádka zjistí, že mimořádné zrychlení warpové rychlosti způsobil Cestovatel. Toho prohlíží doktorka Crusherová, ale není schopna o něm zjistit vůbec nic. Cestovatel vysvětlí, že má schopnosti pronikat do jiné reality, a tímto testem sledoval, zda je lidstvo vyspělé k takovému pokroku.
V rozhovoru s Picardem Cestovatel dále prozradí, že cestuje s cílem pozorovat vědecký pokrok, přičemž u Wesleyho objevil velký talent. Omluví se také, že přivedl loď a posádku do velkého nebezpečí. K dalšímu testu, který má Enterprise vrátit zpět domů, si Cestovatel vyžádá asistenci Wesleyho. Když test spustí, Cestovatel opět střídavě mizí a materializuje se, Wesley chvílemi mizí také. Když loď zastaví, ocitají se opět ve známém vesmíru. Kapitán poté Wesleyho za jeho zásluhy povýší na podporučíka.

## Zajímavosti
- Epizoda byla nominována na cenu Emmy za vynikající zvuk.

- Poprvé se ujal režie Rob Bowman, který poté natočil ještě dalších dvanáct dílů. Původně měl epizodu režírovat Daniel Petrie. Práci ale odřekl, protože ho oslovili k režii druhého pokračování filmu Zámotek.